# Kidnapping – Ein Vater schlägt zurück
Kidnapping – Ein Vater schlägt zurück ist ein 1997 veröffentlichter Kriminalfilm mit Heinz Hoenig in der Hauptrolle.

## Handlung
Max Klausner hat viel Geld in ein Hotel auf Sardinien investiert. Eines Tages wird sein Sohn entführt. Die Anwältin Iorio ist eine ehemalige Lebenspartnerin von Klausner und überbringt die Forderung, Klausner soll alle Anteile am Hotel an die Erpresser abtreten. Klausner weigert sich und lässt den Erpressern ausrichten, dass er lieber auf seinen Sohn als auf das Hotel verzichten würde.
Insgeheim sorgt sich Klausner sehr wohl um seinen Sohn. Um diesen zu befreien, engagiert er den ehemaligen Geheimagenten Werner Schröder. Dieser ist für unkonventionelle Methoden bekannt.
Schröder gelingt es die Erpresser ausfindig zu machen. Gemeinsam entführen Klausner und Schröder nun den Sohn des Entführers Tonino Sanna. Sie schlagen Sanna einen Tausch der Kinder vor.
Sanna wurde beauftragt von Brumonti, einem mächtigen Mafiaboss aus Sardinien. Deswegen hat Sanna Angst, er könnte die Mafia bei einem möglichen Verrat gegen sich und seine Familie aufbringen.
Er versucht den Sohn von Klausner aus dem Versteck zu entführen. Bei der Ausführung wird er von seinen Komplizen entdeckt. Sanna gelingt es diese zu töten, wird aber selbst schwer verwundet.
Beim Austausch der Kinder taucht plötzlich die Anwältin Iorio auf und droht mit einer Pistole. Iorio ist die Geliebte von Brumonti und hatte den Plan der Kindesentführung ausgeheckt. Sanna erschießt nach einem Feuergefecht Iorio und erliegt wenige Zeit später seinen Verletzungen. Tommy überbringt seinem Vater Klausner den letzten Wille von Sanna, Klausner soll den Sohn von Sanna aufziehen und für diesen sorgen.

## Wissenswertes
- Der Film wurde auf Sardinien und in der Toskana gedreht.
- Die Schauplätze in Deutschland spielen in Berlin.

## Kritik
„Fernseh-Krimi um den Kampf zweier Väter, die erst im Augenblick des Verlusts die wahren Gefühle für ihre Söhne entdecken und Zuneigung und Verantwortung entwickeln.“